# آلمان. یک افسانه زمستانی
آلمان. یک افسانهٔ زمستانی (به آلمانی: Deutschland. Ein Wintermärchen) کتابی از هاینریش هاینه شاعر و نویسندهٔ آلمانی قرن ۱۹ام است. این نوشته برای اولین بار در سال ۱۸۴۴ منتشر شده‌است. اشعار در خلال سفر وی از پاریس به هامبورگ در زمستان ۱۸۴۳، نوشته‌شده‌اند. قسمت افسانهٔ زمستان آن از نمایشنامه‌ای به همین نام از شکسپیر گرفته شده‌است.

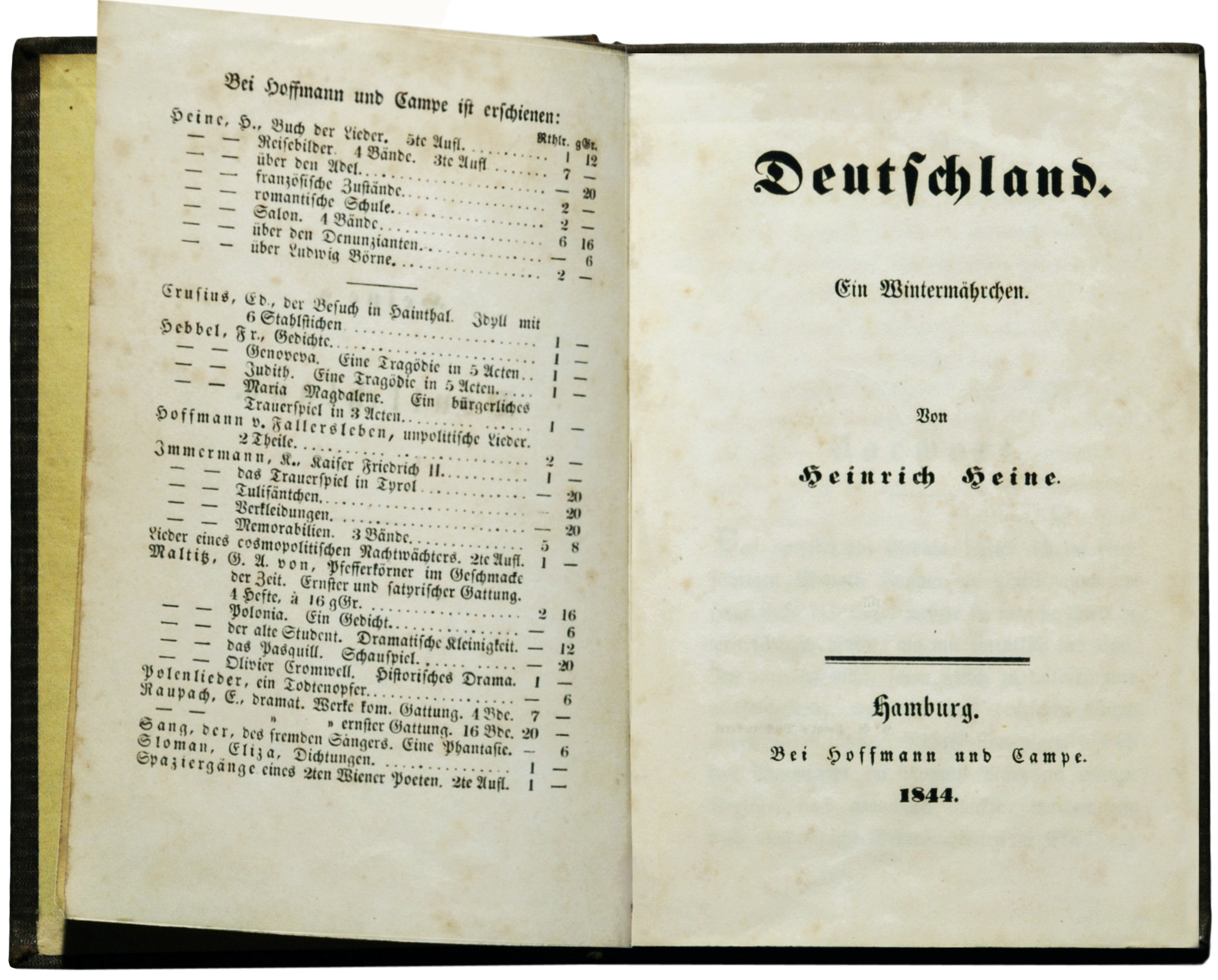
اولین نسخهٔ تکی منتشر شده از این کتاب

## نگاه کلی
هر قسمت کتاب، بخشی از سفر وی با کاروان را در بر می‌گیرد. بخش اول و دوم: مرز آلمان و فرانسه، بخش سوم:آخن، بخش چهارم تا هفتم:کلن، بخش هشتم تا سیزدهم:وستفالن، بخش ۱۴ تا ۱۷:سفری در مورد قیصر بارباروزا، بخش ۱۸:میندن، بخش ۱۹:بوکبورگ و هانوفر، بخش ۲۰ تا ۲۶ هامبورگ و در پایان بخش ۲۷ سرانجام است.

## محتوا

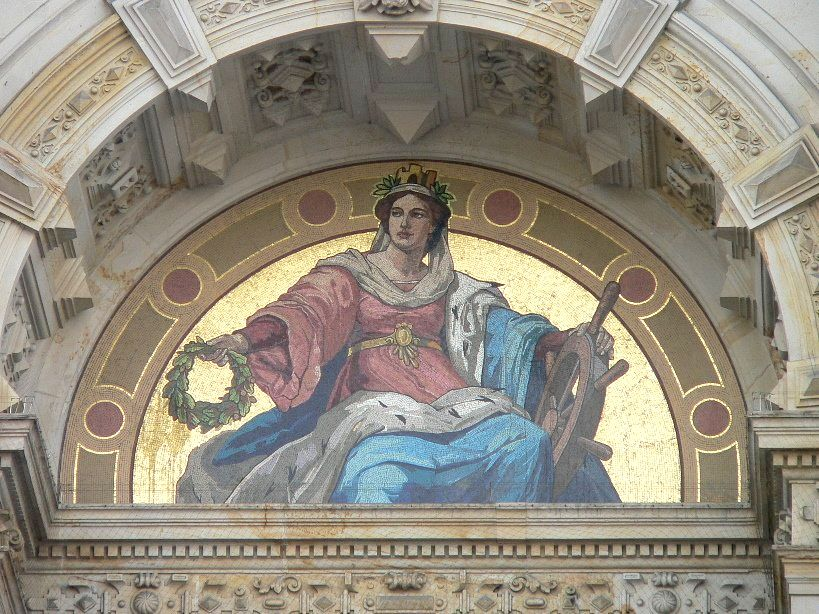
نقاشی از کتاب آلمان. یک افسانهٔ زمستانی

هاینه مدت زیادی از عمر خود را تبعید و دوری از وطن به سر برد. این نوشته عشق علاقهٔ وی به کشورش را در قالبی حماسی بازگو می‌کند.
اولین پاراگراف این چنین شروع می‌شود:
| Im traurigen Monat November war’s,      |
| Die Tage wurden trüber,                 |
| Der Wind riß von den Bäumen das Laub,   |
| Da reist’ ich nach Deutschland hinüber. |

| در ماه غم‌انگیز نوامبر بود،       |
| روزها سردتر و تاریک‌تر شد.        |
| باد از درختان برگ‌ها را جارو کرد، |
| این چنین سفرم به آلمان شروع شد.  |

سپس شاعر به توضیحاتی در مورد آغاز به سفر و اینکه چه وسایلی را با خود در سفر می‌برد اشاره می‌کند. اشعار بعدی نوشته رویدادهایی که برای شاعر در شهرهای مختلف آلمان، اتفاق افتاده‌است، را بازگو می‌کنند.
حس وطن‌پرستی شاعر را می‌توان در قسمت پیشگفتار دید:
پرچم سیاه، قرمز و طلایی را بر بلندای افکار آلمانی‌ها نصب کنید و آن را نمونه‌ای از آزادی قرار دهید، من حاضرم آخرین قطرهٔ خونم را در این راه فدا کنم.

## ساختار
نوشته از ۲۷ بخش (بدون پیشگفتاور و پایان‌بخش) تشکیل شده‌است. ۵۰۰ پاراگراف کل این ۲۷ بخش را دربر می‌گیرد و هر پاراگراف از ۴ قطعه شعر تشکیل شده‌است. این شعر در عین حال قافیه‌بندی آسانی دارد به‌طوری‌که قطعهٔ اول و سوم بی‌قافیه و قطعه دوم و چهارم هم‌قافیه هستند.

## نظرات در مورد این نوشته
در زمان انتشار این اثر تعداد زیادی از افراد، از آن به عنوان شرم‌نامهٔ یک آوارهٔ دور از وطن یاد می‌کردند. این اثر در زمان آلمان نازی نیز با توجه به یهودی بودن نویسندهٔ آن ممنوع شد. پس از پایان جنگ جهانی بود که این اثر به خاطر تصویر مناسبی که از ملی‌گرایی آلمانی ارائه می‌کند جای خود را در میان افراد جامعه باز کرد.